# 相模湖東出口

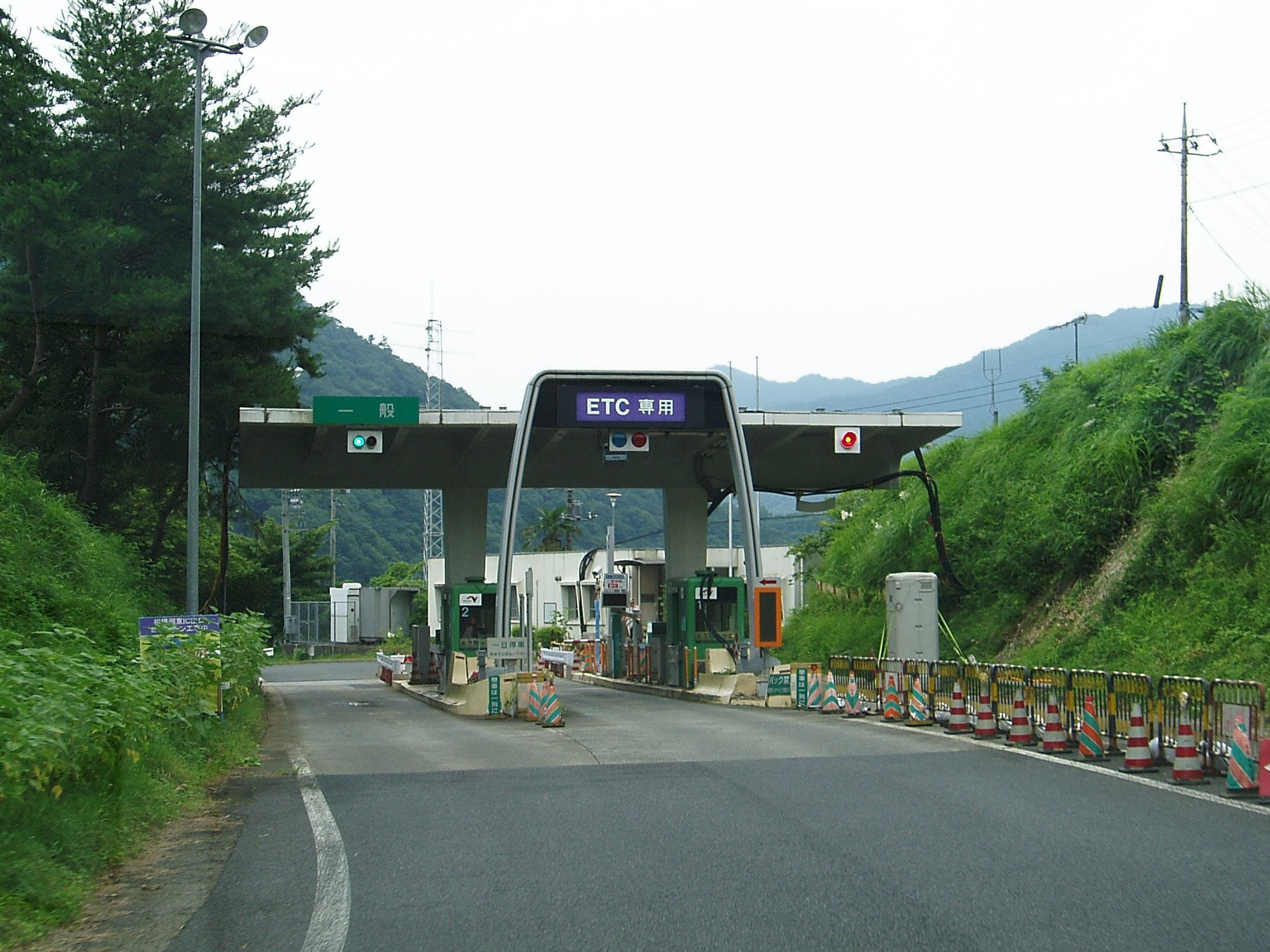
料金所

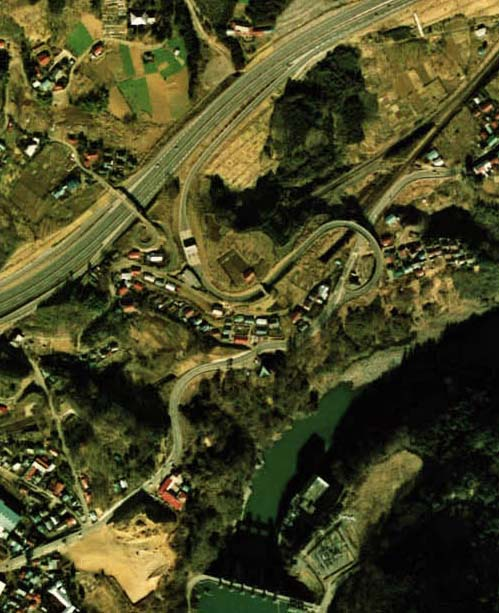
1974年（昭和49年）度撮影の航空写真。

相模湖東出口（さがみこひがしでぐち）は、神奈川県相模原市緑区の北西部にある中央自動車道のインターチェンジである。

## 構造
下り線出口しか設置されていないクォーターインターチェンジである。このため、東京方面から相模原市緑区の旧相模湖町および旧津久井町東部へ向かう場合には最寄りインターチェンジとなるが、中央道への流入や甲府方面からの流出には、約3.0 km西に位置する相模湖ICを利用することになる。入口設置を含むフルインター化の要望は出ているものの、具体的な進展はみられていない。
当出口は相模湖ICの補助出口扱い（相模湖ICの東出口）であり、通行料金は相模湖ICまでと同額、料金計算距離も相模湖ICと同一と計算されている。そのため、高速道路機構の「高速自動車国道中央自動車道富士吉田線等に関する協定」における「インターチェンジ相互区間のキロ程」には、相模湖東出口は規定されていない。

## 沿革
- 1968年（昭和43年）12月20日：八王子IC - 相模湖ICの完成（当時は暫定2車線）に伴い、供用開始。IC位置の当時の行政区域名は「津久井郡相模湖町」。

## 道路
- E20 中央自動車道 (7番)

## 接続する路線
- 直接接続
  - 国道20号

## 料金所
- ブース数：2
  - ETC専用：1
  - 一般・ETC：1

## 周辺
- 甲州街道小原宿
- 相模ダム
- 相模湖
- JR中央本線相模湖駅
- さがみ湖MORI MORI
- 相模原市立桂北小学校
- 相模原市立北相中学校
- 神奈川県立津久井支援学校

## 隣
E20 中央自動車道
(5,5-1,5-2)八王子IC/TB - 元八王子BS - 元八王子IC（事業中） - (6)八王子JCT - (7)相模湖東出口 - (8)相模湖IC